# Драцена Френсиса
Драцена Френсиса — многолетнее корневищное травянистое бесстебельное растение, вид рода Драцена (Dracaena) семейства Спаржевые (Asparagaceae). Вид также известен под устаревшим синонимичным названием Сансевиерия Френсиса.
На основании результатов генетических исследований, изложенных в работе 2014 года «Филогенетические взаимоотношения между родами драценовых (Спаржевые: Нолиновые), проистекающие из локусов ДНК хлоропластов» ранее самостоятельный род Сансевиерия был полностью исключен из ботанической классификации, все виды отнесены к роду Драцена. По состоянию на 15 июля 2025 г. в базе данных сайта WFO род Сансевиерия указан как синонимичный роду Драцена. Название вида сансевиерия Френсиса является синонимом названия драцена Френсиса.

## Описание
Многолетнее бесстебельное вечнозеленое растение. Листья природного вида темно-зеленые с серо-зелеными поперечными полосами, кромка буровато-красная с белой каймой до середины листовой пластинки. В длину достигают 8-15 см, слегка шероховатые, цилиндрические и заостренные, располагаются по пять штук в мутовке. Побег обычно сначала растет вертикально вверх примерно до 30 см (молодое растение похоже на ель), затем склоняется и начинает стелиться по поверхности. Цветонос появляется весной-летом. Цветки мелкие, белого цвета обладают приятным ванильным ароматом. Вид является монокарпиком - каждая розетка цветет всего один раз, затем развитие центральной точки роста прекращается, но активно формируются столоны, на которых развиваются дочерние розетки. 

## Распространение и экология
Ареал — Кения.